# Xylophanes rhodotus
Xylophanes rhodotus is een vlinder uit de familie van de pijlstaarten (Sphingidae). De wetenschappelijke naam van de soort werd in 1904 gepubliceerd door Lionel Walter Rothschild.